# Chiclana de Segura
Chiclana de Segura er en by og kommune i det sydlige Spanien i provinsen Jaén. Den har et indbyggertal på 869 (2024) indbyggere.